# فيرتشوال بوي واريو لاند
فيرتشوال بوي واريو لاند (بالإنجليزية: Virtual Boy Wario Land)‏ هي لعبة منصات تم تطويرها ونشرها بواسطة نينتندو لنظام ألعاب فيرتشوال بوي في عام 1995. وهي من بطولة واريو، صائد الكنوز الذي يجب أن يجد الكنز ويقاتل الأعداء من أجل التقدم. يمكن لواريو القفز والشحن بكتفه كتقنيات أساسية، على الرغم من أنه يمكنه أيضًا تجهيز قبعات خاصة لاكتساب أشياء مثل تنفس النار وقرون الثيران. لديه القدرة على الدخول إلى الخلفية في نقاط معينة، وهي وسيلة للتحايل تعمل مع وسيلة التحايل ثلاثية الأبعاد الخاصة باللعبة. تم تطويره بواسطة نينتندو آر أند دي 1، والذي يحتوي على جزء كبير من موظفيها، ويتميز بنظام الألوان الأحمر والأسود القياسي لإصدارات فيرتشوال بوي.
لقيت استقبالًا إيجابيًا بشكل عام، لا سيما بين الاستطلاعات. تعتبر أفضل لعبة على فيرتشوال بوي،[بحاجة لمصدر] مع بعض النقاد[من؟] يريدون رؤيتها يعاد إصدارها لأنظمة أخرى للسماح لمزيد من الناس باللعب. كانت بمثابة مصدر إلهام للعديد من الألعاب بسبب وسيلة التحايل في الخلفية، بما في ذلك عودة دونكي كونغ كانتري وموتانت مودز.

## أسلوب اللعب
يقوم بطل اللعبة واريو في مهمة للعثور على كنز في أوازون. تتضمن طريقة اللعب تقنيات مثل القفز والشحن ورمي الأعداء والأشياء. يتم عرض المستويات التي يستكشفها من منظور جانبي. لديه القدرة على القفز إلى الخلفية في كتل خاصة. على غرار واريو لاند: سوبر ماريو لاند 3، التي تتميز بالقدرة على تجهيز القبعات لاكتساب قوى جديدة، والتي يخسرها إذا تعرض للضرر أو مات. تشتمل هذه القبعات على قبعة نسر تسمح لواريو بالشحن أفقيًا في الهواء، وقبعة تنين تنفث النار، وقبعة ثور تزيد من قوته وتضيف قرونًا. يمكنه الحصول على قبعة بكل القدرات الثلاث التي تسمى قبعة التنين الملك. في كل مرحلة، يجب على واريو جمع الكنز والعثور على مفتاح لفتح المصعد إلى المرحلة التالية. يمكن للاعبين العثور على كنوز مختلفة مخبأة حول المراحل لزيادة درجاتهم الإجمالية. هناك أيضًا ألعاب مصغرة بين المراحل يمكن لواريو أن يقامر فيها بالنهب الذي جمعه حتى الآن. يقاتل اللاعبون الرؤساء في بعض الأحيان، مما يستفيد من وسيلة التحايل في خلفية اللعبة.

## التطوير والإصدار
تم تطوير اللعبة بواسطة نينتندو آر أند دي 1 ونشرته شركة نينتندو. تم تسمية اللعبة في الأصل باسم واريو كروز، وظهرت بالاسم على صندوق نظام فيرتشوال بوي وفي إصدار نينتندو باور. كان لتطويرها تخصيص كبير من موظفي آر أند دي 1 المعنيين. الموسيقى والمؤثرات الصوتية من تأليف كازومي توتاكا، الذي أنهى عمله مع آر أند دي 1 معها. يتضمن توتاكا أغنية تسمى «أغنية توتاكا»، والتي يخفيها في معظم ألعاب الفيديو التي يؤلفها. مثل جميع ألعاب فيرتشوال بوي الأخرى، تستخدم اللعبة نظام الألوان الأحمر والأسود ويستخدم المنظر، وهو خدعة بصرية تستخدم لمحاكاة ثلاثية الأبعاد. تم إصداره في 27 نوفمبر 1995 في أمريكا الشمالية و 1 ديسمبر 1995 في اليابان.

## التقييم والميراث
| التقييم |             |
| --- | ----------- |
| نتائج المراجعة نشرة نقاط أول غيم فاميتسو 27/40 غيم برو 19/20 إن64 ماغازين 93% نيكست جينرايشن نينتندو لايف نينتندو باور 4.3/5.0 نينتندو ورلد ريبورت 8.0/10 |             |
| نتائج المراجعة |             |
| نشرة | نقاط        |
| أول غيم | 4.5/5 stars |
| فاميتسو | 27/40       |
| غيم برو | 19/20       |
| إن64 ماغازين | 93%         |
| نيكست جينرايشن | 2/5 stars   |
| نينتندو لايف | 9/10 stars  |
| نينتندو باور | 4.3/5.0     |
| نينتندو ورلد ريبورت | 8.0/10      |

حصت اللعبة على تقييمات إيجابية في الغالب عند إطلاقه، مع توجيه معظم الانتقادات إلى جهاز فيرتشوال بوي نفسه. وجد آرون كورتيس من لوس أنجلوس تايمز اللعبة ممتعة، لكنه لم يعجبه الأسلوب البصري للفتى الافتراضي. شعر جويل إيسلي من روكي ماونتن نيوز أن استخدامه ثلاثي الأبعاد أظهر إمكانيات فيرتشوال بوي. أشاد ويس نيهي من غيم برو بتأثيراته الصوتية وجودة شخصياته، ووصفه بأنه الأفضل في النظام الأساسي. شعرت شركة نيكست جينرايشن أنه على الرغم من أنها جذبت المزيد من عشاق ماريو «المتشددين»، إلا أنها لم تكن متقدمة جدًا مقارنة بألعاب ماريو القديمة، ولا سيما مع الإشارة إلى أن ميكانيكا ثلاثية الأبعاد لم تؤثر كثيرًا على طريقة اللعب. شعر سكوت آلان ماريوت من أول غيم أنه كان عرضًا جيدًا لحيل الفتى الافتراضي واستمتع بلعبه. استمتع نيل روناجان من نينتندو ورلد ريبورت بالحيلة الخلفية ولكنه شعر أنها لم تفعل كما ينبغي لاستكشاف المفهوم.
كان النقد الاستعادي لفيرتشوال بوي واريو لاند أكثر ملاءمة. عاد ديف هالفرسون من للعب فيرتشوال بوي واريو لاند في كثير من الأحيان، مدحًا له لأنه لم يتعب في اللعب. تم تسميتها كواحدة من أفضل الألعاب على فيرتشوال بوي من قبل غيمز رادار ونينتندو باور، والتي أشارت الأخيرة إلى أنه يجب إعادة تصميمها لمنصة مختلفة. شعرت ريترو غيمر أن وسيلة التحايل في الخلفية ساعدت في تحسين لعبة المنصات «التقليدية». شعرت هيئة البث الأسترالية أيضًا أنه كان بإمكانها فعل المزيد من خلال صورها، مع ذلك وصفها بأنها أفضل لعبة فيرتشوال بوي. تأمل دستركتويد وآي جي إن في إعادة إصدارها على نينتندو 3دي أس، بينما شعرت كوتاكو أنه لم يتم تقديرها مرة أخرى عندما تم إصدارها بسبب منصتها. شعر نيل روناجان من 1أب.كوم أنه كان بمثابة عرض لما يمكن أن تبدو عليه اللعبة «التقليدية» مع الحيل ثلاثية الأبعاد. شعرت غيم زون أن إعدادها الكهفي ساعد الفتى الافتراضي في التأكيد على التفاصيل المرئية الدقيقة، مع الأخذ في الاعتبار أنه يستحق شراء فيرتشوال بوي لهذه اللعبة.
خدعة خلفية فيرتشوال بوي واريو لاند كانت مصدر إلهام للعديد من المطورين، بما في ذلك ريترو ستوديوز في لعبة عودة دونكي كونج كانتري (2010) وجوول واتشام في لعبة موتانت مودز (2011).

## الملاحظات
1. ↑  تسمى في اليابان: فيرتشوال بوي واريو لاند: هيديت ترتشرز أوف أوازون (بالإنجليزية: Virtual Boy Wario Land: Hidden Treasures of Awazon‎؛ باليابانية: バーチャルボーイワリオランド アワゾンの秘宝؟)